# Vanio Amici
Vanio Amici (* 1947 in Rom) ist ein italienischer Filmeditor und Filmregisseur.

## Leben
Amici arbeitete seit 1971 als Schnittassistent und übernahm 1979 erstmals die Hauptverantwortung für den Schnitt eines Filmes (bei Supertotò). In den folgenden Jahren arbeitete er hauptsächlich an Pornofilmen von Aristide Massaccesi und Elo Pannacciò, bevor er für Massaccesis Produktionsfirma Filmirage auch Genrefilme, meist aus der Abteilung Horror, schnitt. 1988 wurde ihm die Regie für den Actionfilm Il giustiziere di Bronx übertragen, für den er als Bob Collins geführt wurde. Unter demselben Pseudonym wurde auch die Regie des Films The Black Cobra 4 – Detective Malone im Jahr 1991 veröffentlicht, den realiter allerdings Umberto Lenzi inszenierte.

## Filmografie (Auswahl)
- 1988: The Red Monks (I frati rossi) (Schnitt)
- 1988: Il giustiziere del Bronx (Schnitt, Drehbuch, Regie)
- 1990: Troll 2 (Schnitt)
- 1991: Black Zombies (Demoni 3) (Schnitt)